# Midjourney
Midjourney är ett oberoende forskningslaboratorium som producerar ett artificiell intelligens-program som skapar bilder utifrån textbeskrivningar, liknande OpenAI:s DALL-E 2. Användare skapar konstverk med Midjourney med hjälp av Discord-bot-kommandon. David Holz, som var med och grundade Leap Motion, är grundaren av AI-konstgeneratorn Midjourney.